# Chlamydopsis inquilina
Chlamydopsis inquilina är en skalbaggsart som beskrevs av Lewis 1885. Chlamydopsis inquilina ingår i släktet Chlamydopsis och familjen stumpbaggar. Inga underarter finns listade i Catalogue of Life.